# Harréville-les-Chanteurs
Harréville-les-Chanteurs település Franciaországban, Haute-Marne megyében. Lakosainak száma 267 fő (2022. január 1.). Harréville-les-Chanteurs Liffol-le-Grand, Liffol-le-Petit, Pompierre, Sartes, Bazoilles-sur-Meuse és Bourmont entre Meuse et Mouzon községekkel határos.

## Népesség
A település népességének változása:
| Lakosok száma | 339  | 333  | 286  | 270  | 289  | 296  | 292  | 278  | 274  | 267  |
|               | 1968 | 1982 | 1990 | 2006 | 2013 | 2015 | 2017 | 2019 | 2020 | 2022 |